# Ronnie Smith
Pour les articles homonymes, voir Ronald Smith (homonymie) et Smith.
Ronnie Smith, né le 21 avril 1962 à Galveston (Texas, États-Unis) et mort le 17 décembre 2011, est un joueur de basket-ball né américain et naturalisé français qui évolue au poste d'intérieur. Il mesure 2,06 m.

## Biographie
Ronnie Smith a bâti une grande partie de sa carrière sur ses capacités défensives. Suffisamment grand pour un pivot dans le contexte européen, sa carrure lui permettait de faire rempart contre bien des assauts.
À son arrivée à Vichy, en N1 B, il dispose de très peu de références universitaires américaines (2,7 points et 2,8 rebonds lors de sa dernière année), mais il parvient à s'imposer dans cette équipe (19,9 points et 9,8 rebonds), qui est pourtant reléguée en Nationale 3 pour des raisons financières.
Il connaît alors sa première expérience au plus haut niveau (la Pro A) en rejoignant la Chorale Roanne Basket, club distant de quelques dizaines de kilomètres. Ses statistiques, moins importantes qu'en Pro B, laissent penser qu'il pourrait devenir un joueur complet : 16,4 points, 8,5 rebonds, 1,3 interception, 1,9 passe décisive.
De retour en Pro B, à Voiron lors de la saison 1990-91 (19,6 points à 56,3 %, 9,9 rebonds, 2,2 passes décisives, 2,1 interceptions) puis au SLUC Nancy (16,8 points à 57,4 %, 9,2 rebonds, 1,3 contre, 2 passes décisives).
À Besançon, il participe activement à la montée en Pro B. Smith entame la procédure de naturalisation que lui offre son mariage avec une Française.
Après une expérience de 5 matchs à BCM Gravelines en  Pro A (11,2 points, 54,3 %, 9 rebonds, 4 passes décisives, 1,8 contre, 1,8 interception), il revient à Besançon qui s'installe comme un ténor de la Pro B (16,5 points à 60,8 %, 10,1 rebonds, 2,2 passes décisives, 2,4 interceptions).
Il part ensuite à l'ASVEL Villeurbanne, où il fait équipe avec Delaney Rudd, Alain Digbeu et encore Jim Bilba. Il tourne à 12,5 points à 59,6 %, 8,4 rebonds, 1,4 passe décisive et 1,3 interception par rencontre.
Smith est appelé en équipe de France où il fait valoir ses qualités défensives.
Il a terminé sa carrière à l'Élan béarnais Pau-Orthez en 2000. Après sa carrière, il devient policier dans le comté de Butts en Géorgie.
Le 17 décembre 2011, il meurt dans un accident de voiture en répondant à un appel de secours. Sa voiture de police aurait quitté la chaussée et aurait percuté plusieurs arbres.

### Équipe de France
Ronnie Smith fut international français, sélectionné 20 fois.

## Palmarès
- 1993 : Champion de France Nationale 2 avec Besançon
- 1995 : Champion de France Pro B avec Besançon
- 1996 : Vice-Champion de France Pro A avec Villeurbanne
- Demi-finaliste de la coupe Korac en 1996 avec Villeurbanne
- 1997 : Vice-Champion de France Pro A avec Villeurbanne
- Vainqueur de la coupe de France en 1996 et 1997 avec Villeurbanne
- 1997 : Final Four Euroligue de Rome  avec Villeurbanne
- 1998 et 1999 : Champion de France Pro A avec Pau-Orthez